# 绝对无敌
《絕對無敵》（日语：絶対無敵ライジンオー），是由日昇動畫所製作的藍光人系列第一部作品，於1991年4月3日至1992年3月25日間，在東京電視台所播映的動畫，播畢後並有發行四部OVA，分別為電視版總集篇《5年3班的回憶》與描述主角群在事情結束之後，升上六年級的故事的《初戀大作戰！》、《陽昇城機關夢日記》、《大家是地球防衛組》三作。2004年發售重新製作的限量DVD-BOX。
台灣於1994年至1995年間於台灣電視公司播出本作，本作為台灣數十年來首部打破日語禁忌，直接在兒童時段播出原文主題歌之作品。並由木棉花與博英社發行電視本篇及OVA（並不包括《5年3班的回憶》）的錄影帶，之後又相繼在東視綜合台、中都卡通台、衛視中文台等頻道數度重播過，目前最新一次的放映則是在MOMO親子台，現今則有在網路平台巴哈姆特動畫瘋、myVideo上架播放。而香港無綫電視及中国大陆亦曾有播出。
後續同為藍光人系列的第二與第三部作品,分別是元氣爆發和熱血最強。

## 故事概要
在廣闊無際的宇宙之中，出現一群來自異世界五次元的邪惡組織，自稱「邪惡帝國」(ジャーク帝国)覬覦著地球，打算攻擊侵略，而為了能快速攻佔，便發動了一個能讀取意志而能發展成邪惡生命體的武器，名為「邪惡球」(アークダーマ)，單體為微型黑色小球，因為裝滿了邪惡球的「邪惡球飛彈」(アークダーマミサイル)，原本打算從宇宙中發射，一點集中攻擊地球。只不過發射之前，被守護地球的正義使者「藍光人」發覺，而展開反擊，然而因為邪惡帝國手下貝爾澤布的一個動作，在交戰過程中，意外被次元干涉破壞，導致多數大量散落在陽昇鎮上，也使藍光人被打回地球。隨著機器人落置地球的陽昇學園，卻在此時故事也就開始了，藍光人駕駛的機器人可以分為三台機體「劍王」、「鳳王」、「獸王」然後可以合體成與邪惡獸對抗的超級機器人「雷神王」。現在，陽昇學園的不平靜生活與捍衛地球的任務隨即展開。直到泰達放棄做五次元人的意念後，告知邪惡獸的源頭來自於邪惡球，開始另一高峰發展。

## 登場人物

### 地球防衛組
日向仁（配音：松本梨香（日本）；蔣篤慧→馮友薇【OVA】（台灣）；林丹鳳（香港））
10月18日生，座號8號，劍王的駕駛、雷神王及神聖雷神王的主駕駛者。運動型的熱血小學生，性格衝動，经常没经过思考就作出行动，却因此才体现出他那拔群的行动力。说话不经大脑，想到什么就说什么，多次想以打敗邪惡獸當作是免許的獎勵，討厭讀書、考試及打針，夢想參與世界足球賽，正義感極強，經常與玛莉亚爭論事情、而且還喜歡挖苦瑪莉亞，家族由父母組成，有一個表弟。家中經營日向酒行。在学校的所属社團是劍道社。曾經在勉的指導下考過一次80分，是那種因為懶惰念書而成績不佳的人。
台灣台視翻譯為姓「日」名「向仁」。
月城飛鳥（配音：岩坪理江（日本）；賀世芳→馮友薇【OVA】（台灣）；盧素娟（香港））
5月21日生，座號7號，鳳王的駕駛者。負責雷神王和神聖雷神王的飛行和姿態控制。读书体育万能，在班上的成绩排名也在前三名内。5年3班的美男子，對自己相當自信，相反对于意想不到的事却显现出比较弱的一面。而他的愛慕者更自發組成「飛鳥後援會」，成績優異，家族由父母組成，但他有着被父母亲期待的重任，就是因为这样他才觉得很辛苦，一旦做不好又辜负了父母亲的期待。夢想擔任公司社長。在学校的所属社團是足球社。
同時也是《完全勝利》中的月城飛龍的堂哥。
台灣台視翻譯為「月飛」，香港翻譯為「旻致」。
星山吼兒（配音：丸田麻里（日本）；呂佩玉→許淑嬪【OVA】（台灣）；區瑞華（香港））
10月30日生，座號9號，獸王的駕駛者。負責雷神王和神聖雷神王的力量控制和武器操作。无论读书还是体育都没有什么突出的地方，是个再普通不过的少年，但只文采是他的优点，有時會顯得膽小怕事，所以經常勸阻阿仁不要搗蛋，但有時反而被慫恿跟著一起行動。家庭由他的父母和幾個兄弟姐妹組成,但並未在劇中現身。他是一個善良的男孩，與意志堅強的人相比，他很懦弱，但當情況需要時，他會鼓起勇氣。老是帶著雙筒望遠鏡，相信有不明飛行物UFO和外星人存在。參加的社團是天文觀測社。在第四集時和一位名叫小梢的女孩成為朋友。在非洲肯亞也有一位筆友。
故事主要是透過他的敘述和旁白來進行的。還有一些隱藏的暗示表明了他在劇中的特殊地位，例如最後決戰中，惡夢的內容就是以他為敘事主角。
台灣台視翻譯為「星吼兒」（姓「星」名「吼兒」），香港翻譯為「浩然」。
白鳥瑪莉亞（配音：吉田古奈美（日本）；賀世芳→許淑嬪【OVA】（台灣）；鄭麗麗（香港））
5月7日生，座號16號，可以說是5年3班的女生們的領導者，在學校擔任班長，在地球防衛組中擔任司令官及爆龍王的總控制。爸爸是畫家。统率能力很強，對同伴的關心比誰都強。為了探查邪惡球的事，在劇中曾經加入銀行強盜。同時班上選拔當中，獲得「最不想成為我的妹妹」第一名的不名譽稱號。喜欢阿仁，可是经常和他吵架，但是在阿仁战斗时，她常常给予阿仁勇气和办法。可以说，玛莉亚关心阿仁比关心其他人要多。
台灣台視翻譯為「白瑪莉」，香港翻譯為「瑪莉」。
今村明（配音：南杏子（日本）；蔣篤慧→于正昇【OVA】（台灣）；方煥蘭／黃鳳英（40話至49話）（香港））
4月28日生，座號1號，服裝形象為重金屬搖滾風格，管理機體發射以及發射爆龍王的加農砲，有著做任何事皆往前衝的個性，非常害怕地震。
小川義明（配音：佐藤智惠（日本）；賀世芳→馮友薇【OVA】（台灣）；姚天麗／黃鳳英（第35話）（香港））
2月15日生，座號2號，管理劍王電子回路以及爆龍王變形機能，日文綽號叫（小明）。個性非常衝動，因為任性害姫木老師受傷。曾經和爸爸因為電視而大打出手。有個喜歡發明，個性跟他一樣古怪的爺爺。
小島勉（配音：島田敏（日本）；呂佩玉→馮友薇【OVA】（台灣）；袁淑珍／蔡惠萍（第3話）（香港））
6月6日生，座號3號，科學狂熱者，班中成績優異的高材生，喜歡幫助為了應付考試的同學溫習，但十分怕鬼。在地球防衛軍猶如參謀一樣存在，雷神王一系列的武器和操作方式都是由他破解而來。夢想擔任高科技程式設計人員。
同時也是《熱血最強》中的小島尊子（教授）的表兄妹。
台灣台視翻譯為「林勉」。
近藤秀則（配音：吉田古奈美（日本）；賀世芳（台灣）；曾佩儀／黃麗芳（第12話）／黃鳳英（第28話）（香港））
3月21日生，座號4號，另一位雷神王雷達監控員。身材矮小，小時候因為曾溺過水，所以對游泳十分恐懼，但也在大家的幫忙和自己的意志下突破。是個家庭富裕的小少爺，家裡還有直升機。在陽昇城機關夢日記的特別版中，被吼兒的劇本分配成城主的兒子。
佐藤大介（配音：鹽屋浩三（日本）；沈光平→孫中台【OVA】（台灣）；魏惠文（香港））
9月3日生，座號5號，負責獸王電子回路、以及爆龍王（人形）活動操控。家中排行老大，有五個弟弟妹妹。擁有大人般的身形，根據他的說法，他扮女裝的樣子和他媽媽年輕時一模一樣！夢想擔任工程人員。
高森廣志（配音：松井摩味（日本）；呂佩玉、蔣篤慧→于正昇【OVA】（台灣）；黃麗芳（香港））
7月13日生，座號6號，地球防衛軍副司令官、雷神王武器統籌者。是班上的男生班級委員代表，很受老師信賴。從幼稚園開始便和容子是同學，一直都很照顧她，在初戀大作戰特別版中，還向她告白!夢想擔任老師。
池田麗子（配音：鈴木砂織（日本）；蔣篤慧、呂佩玉→馮友薇【OVA】（台灣）；林元春（香港））
7月2日生，座號10號，擔任雷神王通訊員。喜歡拳擊。家中開設加油站，在吸油邪惡獸的波及下，一度因為經濟狀況不佳，被迫得搬家轉學。身材矮小，曾經在測量邪惡獸的干擾下，誤以為自己長高。
台灣台視翻譯為「田麗」。
石塚織繪（配音：松井摩味（日本）；賀世芳（台灣）；雷碧娜（香港））
1月2日生，座號11號，管理鳳王武器系統。家中開設「石塚精肉店」。小時候養的小狗因為車禍而逝世。日文綽號叫（馬鈴薯），喜歡飛鳥，曾要求和他約會，卻被班上其他喜歡飛鸟的女生知道，而全跟了去。夢想擔任廚師。
泉優（配音：林原惠（日本）；呂佩玉→馮友薇【OVA】（台灣）；楊婉清→黃鳳英（香港））
4月11日生，座號12號，負責雷神王合體以及爆龍王武器操控。生性害羞，曾經因為在班上戲劇表演擔任公主的角色，卻演不出來，讓大夥兒幫她設計了一系列大膽訓練！夢想擔任護士。有一個挑食的妹妹叫琉璃子（第30 （页面存档备份，存于）話）。
栗木容子（配音：岩坪理江（日本）；蔣篤慧、賀世芳→許淑嬪【OVA】（台灣）；梁少霞（香港））
3月19日生，座號13號，控制雷神王進行雷達偵測。夢想擔任幼稚園老師。日文綽號叫（餅乾），和廣志從小就是同學。有個可愛的小熊包包，卻變成專門攻擊月城飛鳥的邪惡獸。很怕蟑螂，和星山吼兒被泰達綁架過。
台灣台視通常翻譯為「林小容」，新版翻譯是「餅乾」。
坂井時惠（配音：佐藤智惠（日本）；呂佩玉（台灣）；雷碧娜（香港））
7月1日生，座號14號，擔任獸王武器管理以及爆龍王飛行操控。家中開設居酒屋小吃店，很有小老闆娘的架式。對超人這類的英雄非常著迷，因此還曾錯把邪惡獸當作正義的一方。
島田愛子（配音：さとうあい（日本）；呂佩玉→馮友薇【OVA】（台灣）；蔡惠萍／袁淑珍（第16話）（香港））
8月19日生，座號15號，班內體育委員，深得導師篠田老師信任。運動神經發達，曾經訓練運動白癡美真打排球。負責劍王武器管理、以及爆龍王遙距操控。夢想擔任體育運動者。
春野綺羅（配音：南杏子（日本）；呂佩玉→馮友薇【OVA】（台灣）；曾佩儀（香港））
9月13日生，座號17號，擔任連接外部通訊工作，喜歡採訪新聞，尤其喜歡獨家新聞，為此還惹出許多麻煩。夢想擔任新聞主播，個性直接，說話不保留，嘲笑容子矮、曾對秀則說：『結果才是最重要，我不在乎過程有多努力，輸了就是輸了。』飛鳥後援會會長。
真野美紀（配音：鈴木砂織（日本）；呂佩玉（台灣）；林元春／蔡惠萍（第24話）（香港））
10月22日生，座號18號，為爆龍王全部武器的管理員。原本她討厭狗，但後來在認識一隻叫尾巴的小狗後，便開始漸漸喜歡動物，目前擔任班級寵物飼養員職務，她的夢想希望擔任獸醫。

### 教職員
篠田俊太郎（配音：梁田清之（日本）；沈光平→孫中台【OVA】（台灣）；李智良（香港））
12月10日生，陽昇學園5年3班導師兼體育老師，熱血型教師，期盼所教出來的學生能有好的成就；第17集，因嚴格管教而引發學生們的強烈不滿，導致生出外表跟他一樣的邪惡獸；有一輛金龜車，因衝撞其邪惡獸而有所損壞(第29集時拋錨)。喜歡姫木老師。
台灣台視翻譯為「田」老師。
姫木琉子（配音：林原惠（日本）；呂佩玉→馮友薇【OVA】（台灣）；雷碧娜（香港））
5月31日生，陽昇學園保健室老師，篠田老師的愛慕對象。原型為本作角色設計者武內啟先生的妹妹。
台灣台視翻譯為「李」老師。
矢澤永吉郎（配音：石井敏郎（日本）；沈光嘉（台灣）；梁耀昌（香港））
陽昇學園校長，是一位多重謎團包圍的神秘角色，同時是拳法高手，必殺之一為「龍尾腳」。對地球防衛組的工作相當理解。不屑防衛隊長官對待學生的態度。
台灣台視翻譯為「池」校長。
內田（配音：平野正人（日本））
陽昇學園訓導主任，他反對學校飼養寵物。

### 陽昇學園學生
谷口六郎（配音：上村典子（日本）；呂佩玉 （台灣）；梁少霞／林元春（第14話）（香港））
生日不明，陽昇學園5年2班學生，曾經挑戰地球防衛組進行棒球運動，以前曾在少棒聯盟打過球。後期為帶領全體陽昇學園學生，協助地球防衛組進行非戰鬥工作。
台灣台視翻譯為「小谷」。

### 家庭成員
日向忠太郎（配音：梁田清之；島田敏（日本）；沈光平（台灣））
仁的父親，日向酒行經營者。曾說服泰達改邪歸正。
日向母親（配音：南杏子（日本）；賀世芳、呂佩玉（台灣））
曾說服泰達改邪歸正。
日向陽太郎（配音：鈴木玲子（日本）；呂佩玉（台灣））
仁的表弟。對於表哥能駕駛雷神王有著相當的憧憬。
月城父親（配音：秋元羊介（日本））
經常海外出差，閒暇時會與飛鳥一同做休憩活動。
月城母親（配音：林原惠（日本））
嚴謹教育者。

### 其他
藍光人（配音：島田敏（日本）；沈光平→孫中台【OVA】（台灣）；招世亮（香港））
託付雷神王給予5年3班的地球守護者，也是小學系列中代表性的正義使者，包括《元氣爆發》、《熱血最強》以及《完全勝利》一系列都可以看見他的身影。
武田長官（配音：西村知道（日本）；沈光平→于正昇【OVA】（台灣）；張炳強／張英才（香港）（第50話））
陽昇鎮防衛隊長官（嚴格來說應該是日本防衛隊的長官），堅信唯有大人才能解決地球危機，到最後卻經常由以小學生組成的地球防衛組解救。曾駕駛雷神王彷製品雷神王Mk-II出場，為貫串全系列（《絕對無敵》、《元氣爆發》、《熱血最強》）登場的角色。
另外，《元氣爆發》中的女配角之一的武田桂是她的女兒。
洛兒（配音：平野正人（日本））
校長所飼養的羊。
大宮惠津子（配音：おおみや えつこ（日本））
新聞主播，春野綺羅憧憬的對象。

### 五次元世界邪惡帝國
邪惡皇帝華沙（配音：笹岡繁蔵（日本）；沈光嘉（台灣）；張炳強／源家祥（香港）（第50話））
簡稱皇帝華沙，身高數百公尺，五次元世界邪惡帝國的皇帝，邪惡「能源生命體」(エネルギー生命体)，以全次元支配為目標，可以次元移動。最後被神聖雷神王與巨大邪惡魔王聯手消滅。必殺技為怪光線。
貝爾澤布（配音：梁田清之（日本）；沈光平→于正昇【OVA】（台灣）；馮錦堂（香港））
五次元人邪惡帝国於三次元侵略的前線司令官。身體內居住著作為分身的女性迷你小妖精法兒澤布，本來是「貝法兒澤布」(ベファルゼブ)之名的同一體存在，在三次元世界中出現之際，二人分離了出來成為不同的個體。五次元人的身體都可以自在變形鑽縫隙。有著冷酷的策略家之稱，擁有一流的臂力和豐富的戰鬥經驗的戰士（相對於三次元軍而言），第一個要征服的星球目標便是地球，但令他意想不到的是竟然會有雷神王出來和他抗衡。專屬戰艦為「邪惡要塞」(ジャーク要塞)(別稱又叫貝爾澤布的要塞，ベルゼブの要塞)，從次元裂縫中出現，劇情末期時出現在陽昇鎮上空，可變形成「戰鬥模式」(戦闘モード)。在OVA陽昇城機關夢日記中登場的江戶時代舞臺劇劇本的版本，身分則是在陽昇藩製造騷亂的邪惡黨的黨首，相同讀音的漢字名字叫弁留瀨文。OVA第3集被仁從惡煞封印中救出，並與地球防衛組共同對抗惡煞。
台灣台視翻譯為「撒旦」。
法兒澤布（配音：林原惠（日本）；呂佩玉→許淑嬪【OVA】（台灣）；姚天麗／黃鳳英（第35話）（香港））
貝爾澤布的半身，藏身在其胸内的迷你小妖精，本來是貝法兒澤布之名的同一體存在，在三次元世界中出現之際，二人分離了出來成為不同的個體。身體可以自在變形鑽縫隙。與貝爾澤布一同發出邪惡力量使被照射的邪惡獸幼生體強化成完全體。在OVA陽昇城機關夢日記中登場的江戶時代舞臺劇劇本的版本，身分則是在陽昇藩製造騷亂的邪惡黨的黨首，相同讀音的漢字名字叫葉留瀨文。
泰達（配音：吉村よう（第1～38集）（日本）、辻村真人（第39集後）（日本）；沈光嘉→孫中台【OVA】（台灣）；林國雄（香港））
五次元人，身體可以自在變形鑽縫隙。本性善良，第48集時遭到通緝，最後成為日向酒行店員，在OVA陽昇城機關夢日記中登場的江戶時代舞臺劇劇本的版本，身分則是邪惡黨的黨員，相同讀音的漢字名字叫鯛田亞。自從留在三次元之後，因為當了人類，不能鑽縫隙了。在次一部作品《元氣爆發》裡面多次客串出現。
惡煞（配音：大塚明夫（日本）；孫中台（台灣））
OVA版中出場，為邪惡皇帝華沙被消滅後，五次元世界的新的侵略者，外表凶悍、獨眼龍、穿著像浪人武士，為找出地球防衛組，而不惜把貝爾澤布封印在自己身體背後，身體可以自在變形鑽縫隙。威脅法兒澤布說出地球防衛組的確切位置。專屬戰艦為「惡煞的宇宙戰艦」(ゴクドーの宇宙戦艦)，與月球直徑同等尺寸，從月球的次元裂縫中出現。座機為「邪惡路西法」(ジャークルシファー)，實力與邪惡魔王同等。也可以與邪惡獸超次元融合成為超級邪惡獸。以及邪惡路西法與邪惡獸「壞光人」(ワルドラン)加上被其所復活的多數再生邪惡獸軍團超次元融合的升級形態「巨大邪惡路西法」(グレートジャークルシファー)，體型與力量都遠遠超越神聖雷神王。但最後仍然與惡煞的宇宙戰艦一併被神聖雷神王與邪惡魔王的聯手攻擊的合體技而摧毀，惡煞本人也死亡。家庭成員有個雙胞胎弟弟叫「舍弟」(シャテイ)，其會搭乘劣化版的同型機「邪惡路西法II」(ジャークルシファーII)。
邪惡魔王
身高27公尺，稱號為破壞帝王，貝爾澤布、法兒澤布、泰達三人共同搭乘的座機，主駕駛員為貝爾澤布，法兒澤布與泰達則是副駕駛員，由五次元世界邪惡帝國邪惡皇帝華沙賦予貝爾澤布的機器人，全身如水晶一般的結構是其特點，實力與雷神王不相上下，還可以次元移動。於第21集「真假雷神王」現身，第29集開始可以跟邪惡獸超次元融合成為「超級邪惡獸」。
武器：
飛彈
火焰
必殺技：
軍刀
邪惡水晶光束
巨大邪惡魔王
身高43.4公尺，主駕駛員為貝爾澤布，法兒澤布與泰達則是副駕駛員，邪惡魔王接收了邪惡皇帝華沙注入的邪惡力量而強化的升級形態，水晶般的結構披上紅色的鎧甲，身上的顏色轉為紅色，巨大化，力量大幅提高，實力與神聖雷神王不相上下，也可以次元移動。第49集初登場時一度被劍王、鳳王、獸王三機聯手拼命才打敗，貝爾澤布因失敗被邪惡皇帝華沙捨棄清算而心灰意冷，與神聖雷神王聯手消滅了邪惡皇帝華沙。最後因為戰士的尊嚴而向神聖雷神王發起了挑戰，用「邪惡之夢」(ジャークドリーム)讓日向仁等三人陷入幻覺，但仍遭到破解，身心靈都戰敗，才甘心認輸，神聖雷神王伸出友誼和好的握手，而被感化，貝爾澤布與法兒澤布此後自願回到五次元世界，泰達則是留在三次元與日向仁一家一起生活著。
武器﹕火焰，必殺技﹕邪惡水晶光束、軍刀
防具﹕佩劍

## 登場機器
劍王
封印在富士山口的機器人，日向仁的座機。由藍光奈特所製成，可以吸收自然能源。出動前藏在運動場的跑道下。合體時為雷神王的身體。
武器﹕飛踢：從基地發射出去後，直接對敵人進行踢擊，或者跳起來直接踢擊敵人。
龍尾腳：模仿校長完成的迴旋踢。(第5話)
劍王之劍：用收納於背部的寶劍攻擊。
無敵攻擊：劍王、鳳王、獸王三機聯手攻擊的合體技。
雷神球：劍王、鳳王、獸王三機聯手攻擊的合體技。
鳳王
封印在納斯卡線的機器鳥，月城飛鳥的座機。出動前藏在校園的泳池下。由藍光奈特所製成，可以吸收自然能源。尾巴是雷神劍，雙腳成為雷神王的雙臂，翅膀則成為雷神王的翅膀。
武器﹕刀飛彈、飛翼刀、螺旋射擊
獸王
封印在獅身人面像中的機器獅子，星山吼兒的座機。出動前藏在體育館下，籃球場需要反過來才能讓獸王彈射出發。由藍光奈特所製成，可以吸收自然能源。合體後獸面成為雷神王的盾，內藏雷神劍、身體成為雷神王的雙腳。
武器：錨之角、火焰槍、猛獸攻擊
雷神王
身高25公尺，可以根據駕駛員的精神狀態發揮出設定以上的出力，由劍王，鳳王和獸王無敵合體的機器人，主駕駛員為日向仁，月城飛鳥與星山吼兒則是副駕駛員，是：「古代守護地球的戰士、大地的使者(古より地球を守りし戦士、大地の使者)」，能力提高但能源消耗也提高。由具備自我修復機能的超金屬「藍光奈特」(エルドナイト)所製成的機體，可以吸收大氣中的「自然能源」(自然エネルギー)，化為自己的「雷神能源」(ライジンエネルギー)。實力與邪惡魔王不相上下。合體所需要的時間僅為2.8秒。
武器﹕雷神飛鏢、雷神劍、雷神爪、雷神閃光
防具﹕雷神盾
必殺﹕神聖閃電粉碎
爆龍王
身高27.5公尺，爆龍神龍的無敵變形，隱藏在學校地底的支援機器，由地球防衛組的其餘後勤小學生全員在司令室遠隔操作，主控制者為白鳥瑪莉亞，小島勉是其中一位副控制者，也可以變形成為人型機器爆龍王。
學校中央的時鐘是倒數計時器，由藍光奈特所製成，具有吸收自然能源的能力，第22集現身。
武器﹕爆龍火焰（變形前）、爆龍刀、爆龍加農砲
防具﹕爆龍盾
早期台視翻譯為「變形雷神王」，木棉花翻譯為「爆龍王」
神聖雷神王
身高41公尺，可以根據駕駛員的精神狀態發揮出設定以上的出力，爆龍王全解體為部件，再加裝在雷神王身上，成為最終形態的超無敵合體。主駕駛員為日向仁，月城飛鳥與星山吼兒則是副駕駛員，機動性保持原樣、出力提高了四倍、體型是雷神王的1.6倍，能力提高但能源消耗也更加提高。由藍光奈特所製成，可以吸收自然能源。實力與巨大邪惡魔王不相上下。第23集現身。
武器﹕神聖雷神飛鏢、神聖極致閃光、神聖雷神劍、神聖雷神火箭筒
防具﹕神聖雷神盾
必殺技﹕終極火焰（以神聖雷神火箭筒發射）、極致閃電粉碎。
在遊戲「超級機器人大戰系列」中，與巨大邪惡魔王有合體技絕對無敵劍。
在與邪惡皇帝華沙最後決戰時，施展必殺技神聖雷神王威力全開將全能源集中在神聖雷神劍上作最終攻擊。
在OVA第3集中，也可以與邪惡魔王聯手施展最終攻擊合體技(此招式的名稱不明)，發揮出更在神聖雷神王威力全開之上的出力，可以一併摧毀體積數百公尺的巨大邪惡路西法與等同月球的惡煞的宇宙戰艦。
早期台視翻譯為「絕對無敵雷神王」，木棉花翻譯為「神聖雷神王」

## 劇集列表
以下劇集按照首播順序排列（不包括首播後的任何重播）
| 集數 | 播映日期   | 日文標題         | 中文標題           | 中文標題             | 中文標題               | 劇本              | 分鏡              | 演出       | 作畫監督        | 敵人 （產生原因）                                                                  |
| 集數 | 播映日期   | 日文標題         | 台灣木棉花         | 香港TVB              | 直譯                   | 劇本              | 分鏡              | 演出       | 作畫監督        | 敵人 （產生原因）                                                                  |
| ---- | ---------- | ---------------- | ------------------ | -------------------- | ---------------------- | ----------------- | ----------------- | ---------- | --------------- | ---------------------------------------------------------------------------------- |
| 1    | 1991 04/03 |                  | 雷神王登場         | 獅人鳳出場           | 雷神王參上！           | 園田英樹          | 川瀨敏文          | 佐藤育郎   | 武内啓          | （廢氣） （汙染空氣的廢氣）                                                        |
| 2    | 04/10      |                  | 地球防衛小組       | 我們是地球防衛組     | 我們是地球防衛組       | 園田英樹          | 川瀨敏文          | 近藤信宏   | 菊池晃          | （廢品） （到處亂丟垃圾）                                                          |
| 3    | 04/17      |                  | 考試怪獸出擊       | 最討厭就是測驗       | 考試煩死了！？         | 志茂文彦          | 佐藤卓哉          | 佐藤卓哉   | 藁谷均          | （考試） （煩人的考試）                                                            |
| 4    | 04/24      |                  | 綠色危機           | 守護美麗的花田       | 誓死守護花園！         | 志茂文彦          | 山口美浩          | 山口美浩   | 西村誠芳        | （切割） （森林砍伐）                                                              |
| 5    | 05/01      |                  | 無敵龍尾腳         | 無敵龍尾腳           | 決戰！無敵的龍尾腳     | 早坂律子          | 佐藤育郎          | 佐藤育郎   | 佐久間信一      | （流氓） （流氓）                                                                  |
| 6    | 05/08      |                  | 終結車禍           | 減少交通意外         | 在交通戰爭中生還!      | 園田英樹          | 河本昇悟          | 河本昇悟   | 武内啓          | （事故） （發生交通事故的卡車）                                                    |
| 7    | 05/15      |                  | 小心醉漢           | 小心醉酒害人         | 小心醉漢               | 志茂文彦          | 近藤信宏          | 近藤信宏   | 藁谷均          | （巨虎） （發酒瘋的醉漢）                                                          |
| 8    | 05/22      |                  | 友情               | 友情的無敵合體！     | 友情的無敵合體！       | 早坂律子 園田英樹 | 佐藤卓哉          | 佐藤卓哉   | 菊池晃          | （毒噪音） （製造噪音的搖滾樂團）                                                  |
| 9    | 05/29      |                  | 同心協力           | 消滅霉菌獸           | 心靈除霉大作戰         | 志茂文彦 園田英樹 | 香川豊            | 元永慶太郎 | 西村誠芳        | （霉利安） （霉菌）                                                                |
| 10   | 06/05      |                  | 缺油的城市         | 沒有電油的城市       | 都市油荒               | 早坂律子 園田英樹 | 岩田六            | 佐藤育郎   | 武内啓          | （油） （沒加汽油的汽車）                                                          |
| 11   | 06/12      |                  | 容子的惡夢         | 容子的惡夢           | 餅乾的惡夢             | 志茂文彦          | 杉島邦久          | 河本昇悟   | 佐久間信一      | （死熊） （小熊玩偶）                                                              |
| 12   | 06/19      |                  | 熱水游泳池         | 高熱邪惡獸           | 泳池水開了             | 早坂律子          | 近藤信宏          | 近藤信宏   | 菊池晃          | （熱力球） （夏天）                                                                |
| 13   | 06/26      |                  | 嬰兒爭奪戰         | 拯救小嬰孩           | 救回小寶寶！！         | 志茂文彦          | 川瀬敏文          | 佐藤卓哉   | 藁谷均          | （夜泣王） （哭個不停的嬰兒）                                                      |
| 14   | 07/03      |                  | 棒球決戰           | 棒球大決戰！         | 決戰！棒球比賽         | 園田英樹          | 岩田六            | 杉島邦久   | 武内啓          | （好痛喔） （預防針）                                                              |
| 15   | 07/10      |                  | 空中大戰           | 高飛啊！鳳王         | 9馬赫極速飛行！        | 西園悟            | 佐藤育郎          | 佐藤育郎   | 西村誠芳        | （飛機） （飛機事故）                                                              |
| 16   | 07/17      |                  | 拒絕特訓           | 球場上的特訓         | 不要特訓啊！！         | 志茂文彦          | 河本昇悟          | 河本昇悟   | 菊池晃          | （病菌魔王） （病菌）                                                              |
| 17   | 07/24      |                  | 真假老師           | 老師是邪惡獸!?       | 老師是邪惡獸!?         | 早坂律子          | 近藤信宏          | 近藤信宏   | 佐久間信一      | （好野蠻） （篠田老師）                                                            |
| 18   | 07/31      |                  | 秘密大公開         | 公開防衛組的秘密     | 大公開！防衛組的秘密   | 園田英樹 川瀬敏文 | -                 | 川瀬敏文   | 藁谷均          | -                                                                                  |
| 19   | 08/07      |                  | 章魚怪獸           | 夏令營大恐慌         | 海邊學校大騷動！！     | 園田英樹          | 佐藤卓哉          | 佐藤卓哉   | 武内啓          | （章魚炸彈） （弄髒海灘的煙火）                                                    |
| 20   | 08/14      |                  | 解除危機           | 瑪莉亞失蹤           | 瑪莉亞不見了！         | 志茂文彦          | 杉島邦久          | 杉島邦久   | 西村誠芳        | （保險櫃） （銀行搶匪）                                                            |
| 21   | 08/21      |                  | 真假雷神王         | 獅人鳳對獅人鳳       | 敵人是雷神王！？       | 西園悟 園田英樹   | 佐藤育郎          | 佐藤育郎   | 菊池晃          | （邪惡雷神王） （為了陷害雷神王而製造的冒牌雷神王，必殺技邪惡雷神劍） （邪惡魔王） |
| 22   | 08/28      |                  | 無敵的戰士         | 無敵戰士出動         | 前進！無敵的戰士       | 志茂文彦 園田英樹 | 河本昇悟          | 河本昇悟   | 佐久間信一      | （暴走） （騷擾鄰里的暴走族） （邪惡魔王）                                         |
| 23   | 09/04      |                  | 出現了！超無敵合體 | 超級無敵合體         | 出來了！超無敵合體！！ | 早坂律子          | 近藤信宏          | 近藤信宏   | 武内啓          | （生氣） （生氣的女性） （邪惡魔王）                                               |
| 24   | 09/11      |                  | 寵物之戰           | 流浪貓大作戰         | 貓狗混亂大作戰！       | 志茂文彦          | 杉島邦久          | 佐藤卓哉   | 藁谷均          | （野貓） （半夜吵鬧的野貓） （邪惡魔王）                                           |
| 25   | 09/18      |                  | 獨家新聞           | 最佳採訪題材         | 挖到勁爆好料！！       | 西園悟 園田英樹   | 杉島邦久          | 杉島邦久   | 菊池晃          | （颱風） （颱風） （邪惡魔王）                                                     |
| 26   | 09/25      |                  | 非洲大決戰         | 非洲大決戰！         | 非洲大決戰！           | 早坂律子 園田英樹 | 岩田六            | 中山晴夫   | 越智信次        | （吸塵） （盜獵野生動物） （邪惡魔王）                                             |
| 27   | 10/02      |                  | 消滅大地震         | 克服大地震           | 消滅大地震             | 園田英樹          | 佐藤育郎 川瀬敏文 | 佐藤育郎   | 西村誠芳        | （地動） （製造如同地震的打樁機） （邪惡魔王）                                     |
| 28   | 10/09      |                  | 恐怖不倒翁         | 合作戰勝難關         | 恐怖的不倒翁決勝！！   | 志茂文彦          | 河本昇悟          | 河本昇悟   | 武内啓          | （不倒翁） （不倒翁） （邪惡魔王）                                                 |
| 29   | 10/16      |                  | 超級邪惡獸         | 決戰最強邪惡獸       | 出現！超級邪惡獸       | 志茂文彦          | 近藤信宏          | 近藤信宏   | 佐久間信一      | （菸頭） （亂扔菸蒂） （邪惡魔王）                                                 |
| 30   | 10/23      |                  | 蔬菜邪惡獸         | 邪惡獸是朋友？       | 邪惡獸是好朋友？       | 早坂律子 園田英樹 | 佐藤卓哉          | 佐藤卓哉   | 菊池晃          | （蔬菜） （蔬菜） （邪惡魔王）                                                     |
| 31   | 10/30      |                  | 遙控器爭霸戰       | 電視爭奪戰           | 激鬥！頻道之爭         | ごうどかずひこ    | 杉島邦久          | 杉島邦久   | 藁谷均          | （電視） （電視） （邪惡魔王）                                                     |
| 32   | 11/06      |                  | 鬼屋探險           | 鬼怪屋大冒險         | 鬼屋大冒險！           | 金巻兼一          | 佐藤育郎          | 佐藤育郎   | 武内啓          | （鬼屋） （如同鬼屋般陰森的房子） （邪惡魔王）                                     |
| 33   | 11/13      |                  | 恐怖大鼓怪         | 可怕的跳舞邪惡獸     | 恐怖！跳舞邪惡獸       | 西園悟 園田英樹   | 河本昇悟          | 河本昇悟   | 西村誠芳        | （跳舞） （祭典） （邪惡魔王）                                                     |
| 34   | 11/20      |                  | 滑雪雷神王         | 討厭的風雪           | 寒天滑雪之時           | 志茂文彦          | 近藤信宏          | 山口祐司   | 菊池晃          | （冷凍） （影響旅遊行程的暴風雪） （邪惡魔王）                                     |
| 35   | 11/27      | 消えたコマンダー | 指揮系統失蹤       | 遙控器失蹤           | 消失的控制中樞         | 早坂律子          | 杉島邦久          | 杉島邦久   | 佐久間信一      | （電力） （停電） （邪惡魔王）                                                     |
| 36   | 12/04      |                  | 正義的一方         | 邪惡獸是正義朋友！？ | 邪惡獸是正義夥伴！？   | ごうどかずひこ    | 佐藤卓哉          | 佐藤卓哉   | 武内啓          | （多事凱撒 / 歐賽凱薩） （多管閒事的正義感，必殺技多事凱撒光束） （邪惡魔王）      |
| 37   | 12/11      |                  | 塗鴉夢魘           | 塗污大騷動           | 塗鴉的叛亂             | 金巻兼一          | 青木康直          | 佐藤卓哉   | 藁谷均          | （塗鴉王） （在牆壁上塗鴉） （邪惡魔王）                                           |
| 38   | 12/18      |                  | 超能力             | 阿仁的超能力         | 超能力者·阿仁          | 金巻兼一          | 青木康直          | 佐藤卓哉   | 藁谷均          | （魔王Jr） （機器人） （邪惡魔王）                                                 |
| 39   | 12/25      |                  | 恭喜新年好         | 慶祝新年的怪物       | 新年的煩惱             | 金巻兼一          | 青木康直          | 佐藤卓哉   | 藁谷均          | （元旦） （過年） （邪惡魔王）                                                     |
| 40   | 1992 01/08 |                  | 貝爾澤布大接近     | 比奴些的偵查         | 貝爾澤布大接近         | ごうどかずひこ    | 山口祐司          | 山口祐司   | 武内啓          | （滑冰） （溜冰時滑倒） （邪惡魔王）                                               |
| 41   | 01/15      |                  | 失蹤案             | 拐帶大行動           | 絕對無敵大綁架         | 金巻兼一          | 杉島邦久          | 杉島邦久   | 佐久間信一      | （蟑螂） （蟑螂） （邪惡魔王）                                                     |
| 42   | 01/22      |                  | 基地捍衛戰         | 守學校的秘密！       | 守護學校的秘密！       | 西園悟            | 佐藤育郎          | 佐藤育郎   | 菊池晃          | （戰車） （在街道行走的戰車） （邪惡魔王）                                         |
| 43   | 01/29      |                  | 巨人麗子           | 巨大的麗子           | 超巨大麗子出現！       | 志茂文彦          | 佐藤卓哉          | 佐藤卓哉   | 藁谷均          | （測量） （量體重） （邪惡魔王）                                                   |
| 44   | 02/05      |                  | 人體大決戰         | 人體內大決戰！       | 微觀大決戰！           | 西園悟 園田英樹   | 河本昇悟          | 河本昇悟   | 武内啓          | （縮小） （為縮小雷神王而製造） （邪惡魔王）                                       |
| 45   | 02/12      |                  | 防衛隊集錦         | 地球防衛組專輯       | 發表！防衛組大百科！！ | 園田英樹 川瀬敏文 | 谷口悟朗 川瀬敏文 | 谷口悟朗   | 武内啓          | -                                                                                  |
| 46   | 02/19      |                  | 泰達是地球人       | 達泰做地球人         | 泰達成了地球人         | 金巻兼一          | 横山広行          | 山口祐司   | 西村誠芳        | （歐吉桑） （怪叔叔） （邪惡魔王）                                                 |
| 47   | 02/26      |                  | 返老還童           | 大人變成細路         | 大人變小孩大騷動！？   | 園田英樹          | 杉島邦久          | 杉島邦久   | 菊池晃          | （喜歡小孩子） （小孩子） （邪惡魔王）                                             |
| 48   | 03/04      |                  | 善良的泰達         | 黑暗達泰出現         | 變身！黑暗泰達         | 金巻兼一          | 佐藤育郎          | 佐藤育郎   | 佐久間信一      | （黑暗泰達） （吞下大量邪惡球的泰達） （邪惡魔王）                                 |
| 49   | 03/11      |                  | 邪惡帝國           | 邪惡帝國出現！       | 出現！邪惡帝國         | 園田英樹 志茂文彦 | 横山広行          | 佐藤卓哉   | 武内啓 宮田忠明 | （巨大邪惡魔王） （邪惡皇帝華沙）                                                  |
| 50   | 03/18      |                  | 打倒皇帝華沙       | 打倒魔帝渾淪沙！     | 打倒皇帝華沙！         | 園田英樹 志茂文彦 | 河本昇悟          | 河本昇悟   | 藁谷均          | （巨大邪惡魔王） （邪惡皇帝華沙）                                                  |
| 51   | 03/25      |                  | 我們的夢絕對無敵   | 絕對無敵之夢！       | 我們的夢絕對無敵！     | 園田英樹 志茂文彦 | 山口祐司          | 山口祐司   | 武内啓          | （巨大邪惡魔王）                                                                   |

　※1早期台灣台視翻譯諸多魔改與原文相去甚遠，僅供參考，台灣木棉花代理已換回正式直譯。

　※21992/01/01因播出特別節目而暫停播出。

## OVA
| 集序 | 發行日期   | 日文標題 | 中文標題         | 中文標題         | 敵人 （產生原因）    |
| 集序 | 發行日期   | 日文標題 | 博英社           | 直譯             | 敵人 （產生原因）    |
| ---- | ---------- | -------- | ---------------- | ---------------- | -------------------- |
| 1    | 1992/9/30  |          | 初戀大作戰       | 初戀大作戰       | （令人煩惱的戀愛）   |
| 2    | 1992/12/16 |          | 陽昇城機關夢日記 | 陽昇城機關夢日記 | （武士）             |
| 3    | 1993/2/24  |          | 大家是地球防衛組 | 大家是地球防衛組 | （不負責任的藍光人） |

- 《初戀大作戰》（初恋大作戦!）

消滅了五次元世界邪惡帝國之後，地球防衛組升上了六年級，成為學校的高年級生，轉眼間即將進入中學，而為了能進入好學校，所有成員皆努力用功，然而卻不知道的是，又有一個新的任務，正在靜靜的，等著他們的迎戰……
- 《陽昇城機關夢日記》（陽昇城からくり夢日記）

這是發生在江戶時代，一個名叫陽昇城，為抵抗入侵者，而製造出巨大機關雷神王（巨大からくり雷神王，必殺技神聖閃電粉碎）奮戰的故事……（由吼兒編寫的舞台劇）。
- 《大家是地球防衛組》（みんなが地球防衛組!）

時間飛快，畢業典禮即將到來，地球防衛組成員即將各自迎向自的目標，雖然說前些日子，發生了意想不到的事情，但最後以和平做落幕......時間來到今天，篠田老師的作文課上，給的作文主題，是一篇以畢業為主的題目，期望能夠寫出這六年來，所有發生在自己及周邊的事，隨後大家就開始努力發揮，就在此時刻，一個不知所措的狀況發生在大家的眼前......而這個狀況，將成為最困難解決的任務……

## 主題曲
- 片頭曲（夢想的輪班表）

作詞：篠原仁志、作曲：和泉一弥、編曲：和泉一弥、主唱：SILK
- 片尾曲

（地球防衛組聲援歌）
作詞：園田英樹、作曲：田中公平、編曲：藤原いくろう、主唱：地球防衛組合唱隊
（OVA、第54話）
作詞：園田英樹、作曲：田中公平、編曲：藤原いくろう、主唱：松本梨香、岩坪理江、丸田麻里

### 港版主題曲
- 「新大鐵人十七」

作詞：TSANG SIU MING、作曲：江港生、主唱：譚耀文

## 製作人員
- 企劃：日昇動畫
- 原作：矢立肇
- 系列構成：園田英樹
- 人物設定：武内啓
- 機械設計：山國高裕（やまだたかひろ）
- 美術監督：池田繁美
- 攝影監督：鳥越一志
- 編輯：瀬山武司
- 音響監督：山崎あきら
- 音樂：田中公平
- 設定製作：谷口悟朗
- 製作進行：吉村章
- 監督：川瀨敏文
- 製作人：倉林伸介、藤波俊彦、内田健二
- 製作：	東京電視台、讀賣廣告社、日昇動畫

## 周邊商品
- 日本

曾發售音樂CD、錄音帶、玩具模型、食玩等，並於電玩遊戲『BRAVESAGA新章 阿斯塔利亞』、『超级机器人大战系列』、『日昇英雄譚2』、等皆有其登場。2004年，由Frontier Works及SHOWGATE Inc.發行重新製作之動畫DVD限量記念套裝，曾引起不小騷動，之後於2005年，發售單獨DVD。2006年由Tomy Company製作，發售重製合金玩具模型。
- 台灣

台灣青文出版社於1998年4月取得日昇動畫公司授權由呂小兵、梁智勇等所繪製全部總共3冊的漫畫版本。